# أيلود كندي
أيلود كندي (الاسم العلمي:Elodea canadensis) هو نوع من النباتات يتبع جنس الأيلود من الفصيلة الحب المائية.

## معرض صور

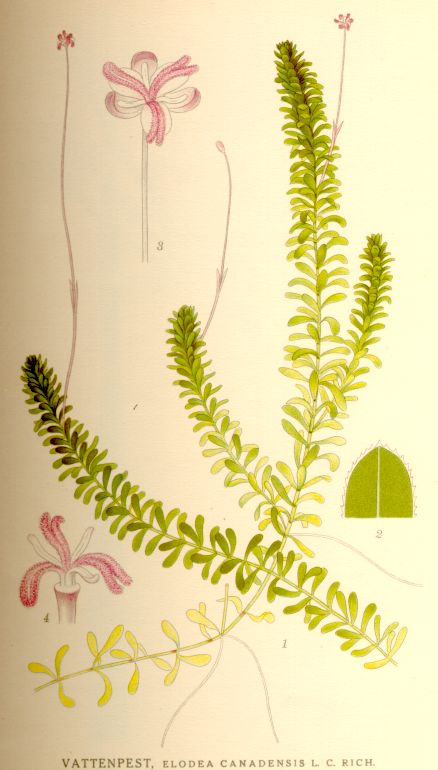
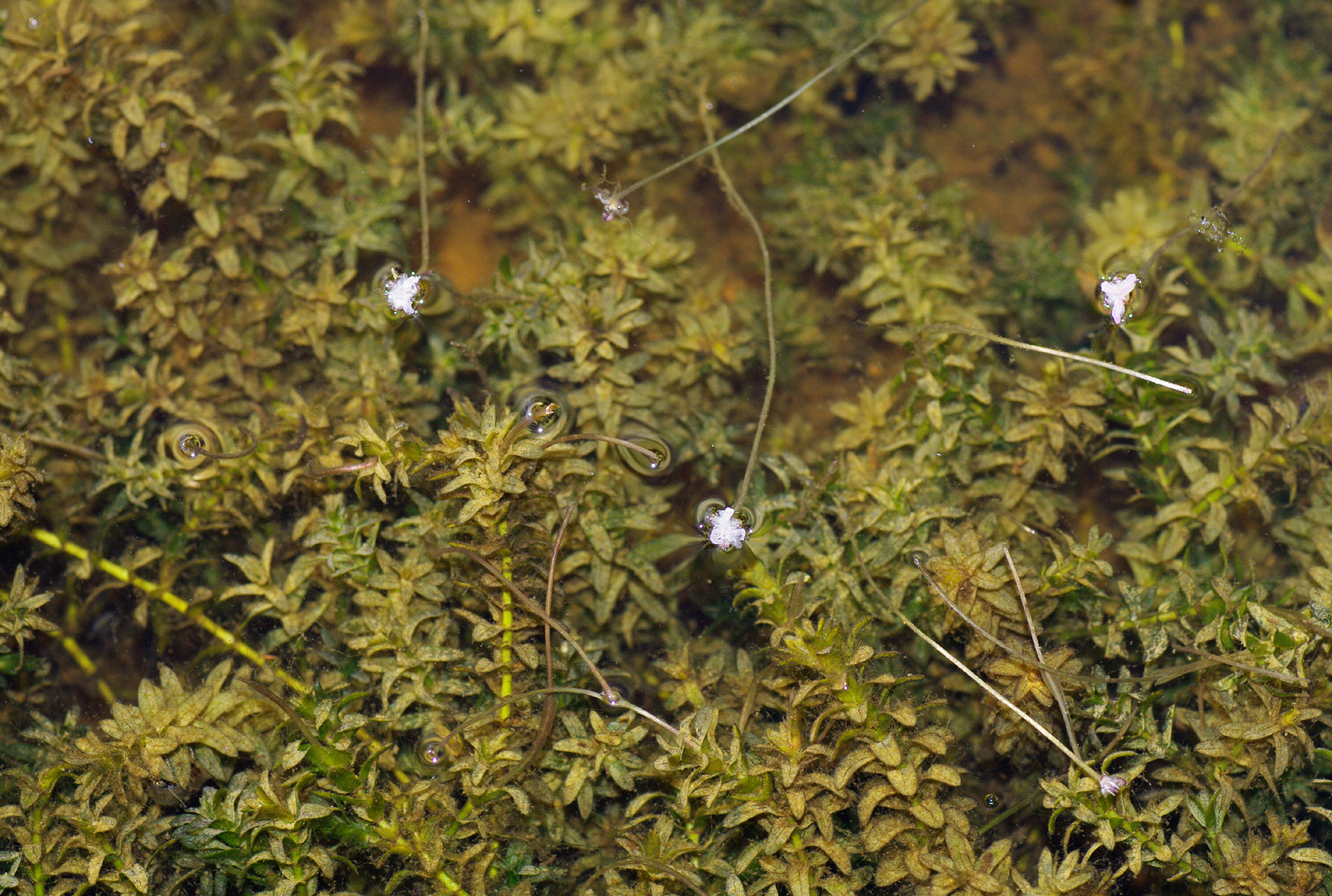
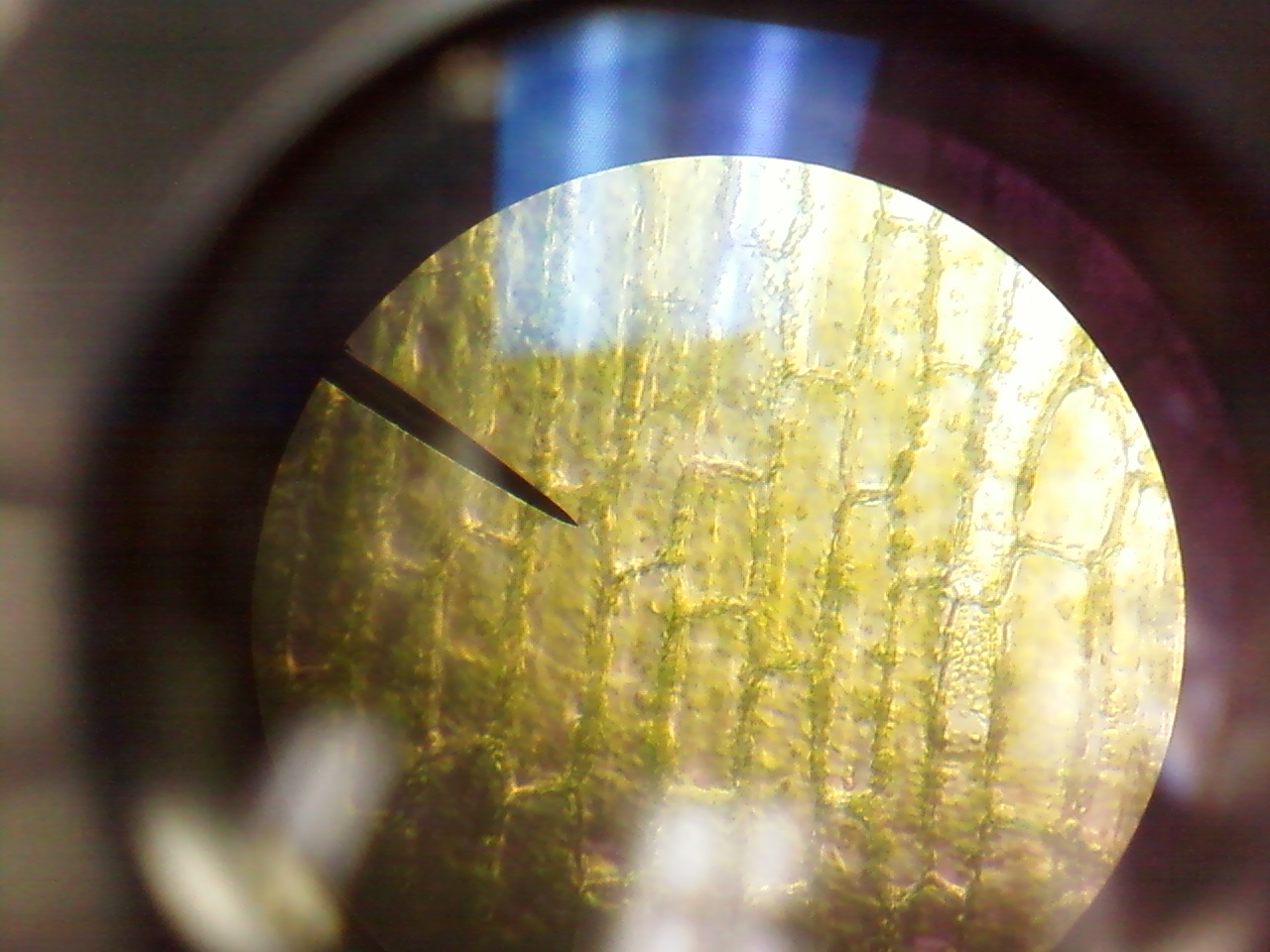